# Trichiana
Trichiana là một đô thị ở tỉnh Belluno trong vùng Veneto, có vị trí cách khoảng 70 km về phía bắc của Venice và khoảng 10 km về phía tây nam của Belluno. Tại thời điểm ngày 31 tháng 12 năm 2004, đô thị này có dân số 4.569 và diện tích 43,8 km².
Đô thị Trichiana có các frazioni (các đơn vị trực thuộc, chủ yếu là thôn làng) Trichiana, Pialdier, Casteldardo, Cavassico inferiore, Cavassico Superiore, Morgan, Frontin, Carfagnoi, S. Antonio Tortal, Confos, Campedei, và Pranolz.
Trichiana giáp các đô thị: Cison di Valmarino, Limana, Mel, Revine Lago, Sedico.